# Ричмонд, Энтони
Энтони Ричмонд (англ. Anthony Richmond; род. 7 июля 1942, Лондон) — английский кинооператор.

## Биография
Родился 7 июля 1942 года в Лондоне. В 15 лет начал работать посыльным на ассоциацию британских кинотеатров. В качестве кинооператора дебютировал в 1967 году. В 1974 году стал лауреатом премии BAFTA за лучшую операторскую работу в фильме «А теперь не смотри».
Член Американского общества кинооператоров и почётный член Британского общества кинооператоров.

## Избранная фильмография
- 1970 — Пусть будет так / Let It Be (реж. Майкл Линдсей-Хогг)
- 1973 — А теперь не смотри / Don’t Look Now (реж. Николас Роуг)
- 1974 — Звёздная пыль (фильм, 1974) / Stardust (реж. Майкл Эптед)
- 1976 — Человек, который упал на Землю / The Man Who Fell to Earth (реж. Николас Роуг)
- 1976 — Орёл приземлился / The Eagle Has Landed (реж. Джон Стёрджес)
- 1979 — Любовь и пули / Love And Bullets (реж. Стюарт Розенберг)
- 1988 — Закат / Sunset (реж. Блейк Эдвардс)
- 1989 — Преследователь кошек / Cat Chaser (реж. Абель Феррара)
- 1991 — Бегущий индеец / The Indian Runner (реж. Шон Пенн)
- 1991 — Ножницы / Scissors (реж. Фрэнк де Фелитта)
- 1991 — Бомба замедленного действия / Timebomb (реж. Ави Нешер)
- 1992 — В объятиях убийцы / In the Arms of a Killer (реж. Роберт Коллинз)
- 1992 — Кэндимэн / Candyman (реж. Бернард Роуз)
- 1993 — Площадка / The Sandlot (реж. Дэвид М. Эванс)
- 1993 — Сердце тьмы / Heart Of Darkness (реж. Николас Роуг)
- 1994 — Банда мотоциклистов / Motorcycle Gang (реж. Джон Милиус)
- 1995 — Истории из морга / Tales From The Hood (реж. Расти Кундифф)
- 1995 — Бессмертные / The Immortals (реж. Брайан Грант)
- 1996 — Рок-н-ролльный цирк «Роллинг Стоунз» / The Rolling Stones Rock and Roll Circus (реж. Майкл Линдсей-Хогг)
- 1997 — Изображая бога / Playing god (реж. Энди Уилсон)
- 1999 — Людоед / Ravenous (реж. Антония Бёрд)
- 2000 — Убийства в Черри-Фолс / Cherry Falls (реж. Джеффри Райт)
- 2000 — Военный ныряльщик / Men of Honor (реж. Джордж Тиллман-младший)
- 2001 — Флирт со зверем / Someone like You (реж. Тони Голдуин)
- 2001 — Блондинка в законе / Legally Blonde (реж. Роберт Лукетич)
- 2002 — Милашка / The Sweetest Thing (реж. Роджер Камбл)
- 2003 — Тупой и ещё тупее тупого: Когда Гарри встретил Ллойда / Dumb and Dumberer: When Harry Met Lloyd (реж. Трой Миллер)
- 2004 — Грязные танцы 2: Гаванские ночи / Dirty Dancing: Havana Nights (реж. Гай Ферленд)
- 2004 — История Золушки / A Cinderella Story (реж. Марк Росман)
- 2005 — Просто друзья / Just Friends (реж. Роджер Камбл)
- 2006 — Сдохни, Джон Такер! / John Tucker Must Die (реж. Бетти Томас)
- 2006 — Свидание моей мечты / Employee of the Month (реж. Грег Кулидж)
- 2007 — Удачи, Чак! / Good Luck Chuck (реж. Марк Хелфрич)
- 2007 — Мстители / The Comebacks (реж. Том Брейди)
- 2008 — Голый барабанщик / The Rocker (реж. Питер Каттанео)
- 2008 — Вскрытие / Autopsy (реж. Адам Гираш)
- 2009 — Мисс Март / Miss March (реж. Тревор Мур и Зак Креггер)
- 2009 — Элвин и бурундуки 2 / Alvin and the Chipmunks: The Squeakquel (реж. Бетти Томас)
- 2011 — Большие мамочки: Сын как отец / Big Mommas: Like Father, Like Son (реж. Джон Уайтселл)